# Las Ladrilleras del Burrión
Las Ladrilleras del Burrión är en ort i Mexiko.   Den ligger i kommunen Guasave och delstaten Sinaloa, i den västra delen av landet, 1 200 km nordväst om huvudstaden Mexico City. Las Ladrilleras del Burrión ligger 16 meter över havet och antalet invånare är 162.
Terrängen runt Las Ladrilleras del Burrión är mycket platt. Runt Las Ladrilleras del Burrión är det ganska tätbefolkat, med 100 invånare per kvadratkilometer. Närmaste större samhälle är Guasave, 5,0 km väster om Las Ladrilleras del Burrión. Trakten runt Las Ladrilleras del Burrión består till största delen av jordbruksmark.